# Malik Allen
Malik Omar Allen (Willingboro, New Jersey, 27. lipnja 1978.) američki je profesionalni košarkaš. Igra na poziciji krilnog centra, a trenutačno je član NBA momčadi Denver Nuggetsa. Prijavio se na NBA draft 2000., ali nije bio izabran od strane nijedne momčadi.

## Rana karijera
Pohađao je sveučilište Villanova te se nakon završetka četvrte godine odlučio prijaviti na NBA draft 2000. godine. Međutim nije bio izabran od strane nijedne momčadi te se odlučio na odlazak u ABA ligu, u nadi da će se neki NBA klubovi zainteresirati za njega. U ABA ligi nastupao je u dresu San Diego Wildfirea, te se nakon toga odlučio okušati i u IBL ligi gdje je u sezoni 2000./01. nastupao u dresu Trentona. Međutim Allenu se brzo sreća osmjehnula te je potpisao ugovor s Miami Heatom. 

## NBA
20. srpnja 2001. Allen je i službeno postao članom Miami Heata te se u dresu Heata zadržao čak četiri sezone. 24. veljače 2005. Allen je mijenjan u Charlotte Bobcatse, ali se tamo nije dugo zadržao jer je samo osam mjeseci kasnije potpisao dvogodišnji ugovor s Chicago Bullsima. U dresu Bullsa ukupno je odigrao 114 utakmica, od toga startajući u njih 21 te je u tom razdoblju prosječno postizao 4.5 poena i 2.3 skokova po utakmici. 10. rujna 2007. Allen je potpisao jednogodišnji ugovor vrijedan 965 tisuća dolara čime je postao član New Jersey Netsa. Nakon samo 48 utakmica u dresu Netsa, Allen je 19. veljače 2008. mijenjan u Dallas Maverickse zajedno s Jasonom Kiddom i Antoineom Wrightom u zamjenu za Keitha Van Horna, Devina Harrisa, Trentona Hassella, DeSaganu Diopa, Mauricea Agera, 3 milijuna dolara i dva izbora prvog kruga na draftu 2008. i 2010. godine. 17. srpnja 2008. Allen je zajedno s Tyronnom Lueom, prešao u redove Milwaukee Bucksa. Nakon jedne odigrane sezone u dresu Bucksa, 31. srpnja 2009., Allen je ponovno mijenjan te je ovaj puta završio u Denver Nuggetsima dok su Walter Sharpe i Sonny Weems otišli putem Milwaukeea.

## NBA statistika

### Regularni dio
| Godina    | Klub       | Odig. uta. | Uta. poč. | Min. | 2P%  | 3P%   | Sl. bac.% | Skok. | Asist. | Ukr. lop. | Blok. | Poena |
| --------- | ---------- | ---------- | --------- | ---- | ---- | ----- | --------- | ----- | ------ | --------- | ----- | ----- |
| 2001./02. | Miami      | 12         | 2         | 13.4 | .431 | .000  | .800      | 3.2   | .4     | .2        | .7    | 4.3   |
| 2002./03. | Miami      | 80         | 73        | 29.0 | .424 | .000  | .802      | 5.3   | .7     | .5        | 1.0   | 9.6   |
| 2003./04. | Miami      | 45         | 6         | 13.7 | .419 | .000  | .758      | 2.6   | .4     | .3        | .6    | 4.2   |
| 2004./05. | Miami      | 14         | 0         | 17.7 | .461 | .000  | .929      | 3.7   | .8     | .3        | .8    | 5.9   |
| 2004./05. | Charlotte  | 22         | 1         | 12.3 | .485 | .000  | .929      | 2.1   | .3     | .2        | .5    | 5.0   |
| 2005./06. | Chicago    | 54         | 20        | 13.0 | .490 | 1.000 | .605      | 2.6   | .4     | .3        | .3    | 4.9   |
| 2006./07. | Chicago    | 60         | 1         | 10.6 | .415 | .000  | .824      | 2.0   | .3     | .3        | .3    | 4.0   |
| 2007./08. | New Jersey | 48         | 12        | 15.9 | .475 | .500  | .923      | 2.7   | .6     | .3        | .4    | 5.4   |
| 2007./08. | Dallas     | 25         | 4         | 13.3 | .500 | .000  | .917      | 2.7   | .6     | .2        | .4    | 3.1   |
| 2008./09. | Milwaukee  | 49         | 3         | 11.8 | .429 | .000  | .476      | 2.1   | .7     | .1        | .2    | 3.2   |
| Ukupno    |            | 409        | 122       | 16.2 | .443 | .200  | .774      | 3.0   | .5     | .3        | .5    | 5.4   |

### Doigravanje
| Godina    | Klub    | Odig. uta. | Uta. poč. | Min. | 2P%  | 3P%  | Sl. bac.% | Skok. | Asist. | Ukr. lop. | Blok. | Poena |
| --------- | ------- | ---------- | --------- | ---- | ---- | ---- | --------- | ----- | ------ | --------- | ----- | ----- |
| 2003./04. | Miami   | 10         | 0         | 13.8 | .449 | .000 | .667      | 3.0   | .4     | .2        | .9    | 5.0   |
| 2005./06. | Chicago | 6          | 6         | 19.3 | .467 | .000 | .000      | 3.0   | 1.2    | .3        | 1.0   | 4.7   |
| 2006./07. | Chicago | 5          | 0         | 6.8  | .167 | .000 | .000      | 1.4   | .2     | .2        | .2    | .8    |
| 2007./08. | Dallas  | 3          | 0         | 6.0  | .000 | .000 | .000      | .0    | .0     | .0        | .0    | .0    |
| Ukupno    |         | 24         | 6         | 12.8 | .413 | .000 | .600      | 2.3   | .5     | .2        | .7    | 3.4   |

## Vanjske poveznice
- Profil na NBA.com
- Profil na Basketball-Reference.com
- Profil na ESPN.com